# Bruno Mezenga
Bruno Mezenga, właśc. Bruno Mezenga Ferreira Mombra Rosa (ur. 8 sierpnia 1988 w Niterói) – brazylijski piłkarz grający na pozycji napastnika, zawodnik brazylijskiego klubu Náutico.

## Życiorys

### Kariera klubowa
Od 2005 do 2011 zawodnik CR Flamengo, regularnie wypożyczany do innych drużyn takich jak: Fortaleza EC, Macaé EFC, Orduspor, Legia Warszawa i FK Crvena zvezda. Następnie grał w Orduspor i Akhisar Belediyespor.
W latach 2016–2018 zawodnik tureckiego klubu Eskişehirspor. Następnie występował w AD São Caetano i Vila Nova FC.
14 grudnia 2019 podpisał kontrakt z tajskim klubem PT Prachuap FC, bez odstępnego.

## Sukcesy

### Klubowe
CR Flamengo
- Mistrzostwo Brazylii: 2009
- Puchar Brazylii: 2006
- Campeonato Carioca: 2007

Legia Warszawa
- Puchar Polski (1): 2011

FK Crvena zvezda Belgrad
- Puchar Serbii (1): 2012

### Reprezentacyjne
Reprezentacja Brazylii U-17
- Wicemistrzostwo świata U-17: 2005